# جورج فينتر (لاعب كرة قاعدة)
جورج فينتر (بالإنجليزية: George Winter) هو لاعب كرة قاعدة أمريكي، ولد في 27 أبريل 1878 في New Providence, Pennsylvania ‏ في الولايات المتحدة، وتوفي في 26 مايو 1951 في فرانكلين ليكس في الولايات المتحدة.

## وصلات خارجية
- جورج فينتر على موقعبيزبول رفرنس.كوم (الدوري الرئيسي) (الإنجليزية)
- جورج فينتر على موقعبيزبول رفرنس.كوم (الدوري الثانوي) (الإنجليزية)